# 썸머 캐치
《썸머 캐치》(영어: Summer Catch)는 미국에서 제작된 마이클 톨린 감독의 2001년 로맨틱 코미디 영화이다. 프레디 프린즈 주니어, 제시카 빌, 프레드 워드, 매슈 릴러드, 제이슨 게드릭, 제이슨 게드릭, 브라이언 데너히 등이 출연하였고, 브라이언 로빈스 등이 제작에 참여하였다.

## 줄거리
집안 형편이 그닥 좋지 않은 채텀 앵글러스 소속 야구 선수 라이언은 메이저 리그 입성을 꿈꾸던 중 부잣집 딸 텐리와 사랑에 빠진다. 한편 라이언에게 한 필라델피아 필리스 스카우트가 관심을 보이기 시작하는데...

## 출연
- 프레디 프린즈 주니어 - 라이언 던 역
- 제시카 빌 - 텐리 패리시 역
- 프레드 워드 - 숀 던 역
- 매슈 릴러드 - 빌리 브루베이커 역
- 제이슨 게드릭 - 마이크 던 역
- 브리트니 머피 - 디디 멀리건 역
- 브라이언 데너히 - 코치 존 시프너 역
- 게이브리얼 맨 - 오기 멀리건 역
- 브루스 데이비슨 - 랜드 패리시 역
- 존 C. 맥긴리 - 휴 알렉산더 역 (크레디트 미기재)
- 마크 블루커스 - 마일스 댈림플 역
- 윌머 발더라마 - 미키 도밍기즈 역
- 크리스천 케인 - 데일 로빈 역
- 트레이시 딘위디 - 로런 역
- 베벌리 디앤절로 - 러스티 하우스 사감 역 (크레디트 미기재)
- 팻 버럴, 행크 에런 - 본인 역

## 기타 제작진
- 공동 제작: 존 게이틴스
- 배역: 마시 리로프
- 미술: 존 D. 크레치머
- 의상: 줄리엣 포크사